# Accidentalia negotii
Accidentalia negotii (z łac.: podmiotowo istotne składniki treści czynności prawnej, klauzule) – pojęcie z zakresu prawa cywilnego, oznaczające kategorię składników treści czynności prawnej, które nie wpływają na istotę tej czynności (np. na to, czy daną umowę uzna się za umowę sprzedaży czy najmu), jednakże mocą woli stron zostały podniesione do rangi istotnych. 
Do accidentalia negotii mogą należeć między innymi postanowienia dotyczące warunku i terminu, pactum de non cedendo, zastrzeżenie kary umownej, prawa pierwokupu i wiele innych klauzul o mniej lub bardziej uregulowanej treści.
Wyróżnia się:
- accidentalia negotii uregulowane samoistnie – bez związku z określonym typem czynności, np. warunek, termin, zadatek, umowne prawo odstąpienia;
- accidentalia negotii uregulowane w ramach określonego typu czynności prawnych – np. zastrzeżenie polecenia w umowie darowizny.

## Accidentalia negotiiw prawie rzymskim
Najczęstszymi klauzulami występującymi w prawie rzymskim były:
- termin (dies) – zdarzenie przyszłe i pewne, od którego strony uzależniały rozpoczęcie (dies a quo) lub zgaśnięcie (dies ad quem) skutków czynności prawnej (termin kalendarzowy, śmierć określonej osoby);
- warunek (condicio) – zdarzenie przyszłe i niepewne, od którego strony uzależniały rozpoczęcie (condicio suspensiva) lub zgaśnięcie (condicio resolutiva) skutków czynności prawnej;
- polecenie (modus) – polegające na nałożeniu na otrzymującego nieodpłatne przysporzenie obowiązku określonego zachowania się.

W prawie rzymskim niektórych czynności prawnych nie można było obwarować warunkiem ani terminem. Obwarowania takie pociągały za sobą nieważność czynności. Czynności te określano mianem actus legitimi i były to: akceptylacja, ustanowienie (datio) kognitora, in iure cessio, mancypacja, wybór przedmiotu zapisanego w testamencie (optio legata), nabycie spadku i ustanowienie opieki.